# Numen Mestre
Numen Mestre Ferrando (Pratdip, 1923 - Campo de la Bota, 17 de febrero de 1949) fue un guerrillero español, militante del Partido Socialista Unificado de Cataluña (PSUC), y ejecutado durante la dictadura franquista. Era hijo del sindicalista socialista, Miquel Mestre.

## Biografía
En noviembre de 1935 ingresó en las Juventudes Socialistas Unificadas de Cataluña (JSUC) de Torredembarra, y en 1936 se estableció en Cornellá de Llobregat con sus padres, en donde llegó a ser secretario local de las JSUC y representante de las mismas en el comité del Frente Popular. En 1937, ya durante la guerra civil española, ingresó en el PSUC y en el verano de 1938, con quince años, marchó voluntario a combatir en la batalla del Ebro. Durante la misma fue comisario de guerra de la 84.ª Brigada Mixta.
Al acabar la guerra se exilió en Francia, donde combatió con la resistencia en la Segunda Guerra Mundial. Alcanzó el grado de teniente de las Fuerzas Francesas del Interior. En el verano de 1944 formó parte de las fuerzas lideradas por el Partido Comunista de España para la invasión del Valle de Arán, en un intento fallido de involucrar a los aliados en el fin de la dictadura franquista. En septiembre de 1945, ya acabada la guerra en Europa, regresó a España a través de los Pirineos para incorporarse a la Agrupación Guerrillera de Cataluña dentro del maquis comunista.  
Fue detenido en 1947 y acusado de participar en noviembre de 1946 en la colocación de bombas en los diarios Solidaridad Nacional (órgano de Falange) y La Prensa, que provocaron un muerto y tres heridos. Fue juzgado en consejo de guerra en Barcelona el 13 y 14 de octubre de 1949 y condenado a muerte junto con Santos Gómez Nebot, Carlos Martínez, Esteve Arias Gazquez y Bernat Cregut Beltran. Fue ejecutado por fusilamiento en el Campo de la Bota, Barcelona, el 17 de febrero del mismo año, junto a Joaquim Puig i Pidemunt, Angel Carrero Sancho y Pere Valverde Fuentes, todos ellos militantes también del PSUC. Al resto de condenados a muerte como él, les fue conmutada la pena por treinta años de prisión. Tiene una plaza con su nombre dedicada en Barcelona.